# Bribes (Cambre)
Bribes (llamada oficialmente San Cibrán de Bribes) es una parroquia española del municipio de Cambre, en la provincia de La Coruña, Galicia.

## Otras denominaciones
La parroquia también es conocida por el nombre de San Cipriano de Bribes.

## Localización
Dista aproximadamente 15 km de la capital de la provincia y linda al norte con Cecebre, al este con Abegondo, al sur con Vigo y al oeste con Brejo.

## Geografía
Ocupa el triángulo que forman el río Mero, que por esta parroquia entra en el ayuntamiento de Cambre, y su afluente el Brexa y los límites con el ayuntamiento de Abegondo, por la parroquia de Orto.

## Demografía
| Gráfica de evolución demográfica de Bribes entre 2000 y 2018 |
|                                                              |
| Datos según el nomenclátor publicado por el INE.             |

## Entidades de población
Entidades de población que forman parte de la parroquia:
- A Ribeiriña.[5] En el INE aparece A Riveiriña.
- A Veiga
- Bouza Nova
- Bribes Pequeno
- Fontaíña
- Fontaíma
- Fraguiña
- Gatañal
- Lamiño
- Monte (O Monte)
- Mosteiro (O Mosteiro)
- Nebrixe
- O Barral
- O Castro
- O Francés
- Ousende
- O Vilar
- Pedre
- Peirao[6] (Peiraio)
- Tapia

## Gastronomía
Esta parroquia destaca por el cultivo de pimientos tipo Padrón bajo la denominación de Pimientos de Bribes.